# DR 709 bis 712
Die Triebwagen DR 709 – 712 wurden 1926 ausgeliefert und zählen zu den ersten Triebwagen der DRG mit mechanischem Getriebe.
Sie waren die Konstruktionsvariante der Waggonfabrik Gotha und hatten bereits technische Merkmale der bis in die 1950er Jahre produzierten dieselmechanischen Triebwagen: Übertragungsräder der vier Schaltgänge ständig im Eingriff und mit Klauenschaltung elektro-pneumatisch geschaltet, Gangwechsel nach Ausrücken der Einscheibentrockenkupplung. Das unterscheidende Merkmal zu der Vorgängerbauart ist die Ausführung mit einem mittleren Einstiegsbereich in eingezogener Ausführung.
Ein Fahrzeug der Serie wurde 1934 mit einem Dieselmotor ausgerüstet. Dieser Triebwagen war bis 1975 bei der Kahlgrund Verkehrs-GmbH (KVG) im Einsatz. Ein Fahrzeug der Reihe ist nicht erhalten geblieben.

## Geschichte
Eine weitere Reihe von Triebwagen der ersten Generation waren die Fahrzeuge der Reihe DR 709 – 712, die 1926 in der Waggonfabrik Gotha gebaut und der Reichsbahndirektion Oldenburg/O. übergeben wurden. Mehrfach wechselten die Stationierungen der Fahrzeuge. So sind als Einsatzorte Bremen, Oldenburg und Rheine genannt.
Sie hatten die gleichen Schwierigkeiten wie die anderen Fahrzeuge der ersten Triebwagengeneration, die nirgendwo befriedigende Betriebsergebnisse vorweisen konnten. Genannt wurden speziell Schwierigkeiten bei dem Maschinentragrahmen, den Radsätzen, dem Wendegetriebe und bei den Drehmomentstützen. Der Wagen 712 wurde 1934 versuchsweise mit einem Wasserstoffmotor von Junkers ausgerüstet. Mit diesem Motor wurde das Fahrzeug ein Jahr lang etwa 1.000 km in Dessau getestet. Aufzeichnungen über die Versuchsergebnisse sind nicht vorhanden.
Betriebsergebnisse sind vom 709 vorhanden. Er legte in der Zeit von 1926 bis 1941 insgesamt 625.000 Kilometer zurück. Das sind 41.600 km im Jahr oder 3.500 km im Monat. Während dieser Zeit wurden acht bahnamtliche Untersuchungen im Ausbesserungswerk mit einer durchschnittlichen Aufenthaltsdauer von 56 Tagen ausgeführt.
1934 wurde der 710 in einen Dieseltriebwagen mit der Bezeichnung DR 820 umgebaut. Dieses Fahrzeug war bis 1975 bei der Kahlgrundbahn im Einsatz. Die übrigen Fahrzeuge wurden 1939 in Fahrzeuge mit Flüssiggasantrieb umgebaut und während des Krieges im Reiseverkehr eingesetzt. Die  711 und 712 wurden im Krieg zerstört. Der 709 erlebte mit starken Beschädigungen das Kriegsende. Für ihn war die Bezeichnung VT 86 903 vorgesehen. 1947 wurde das Fahrzeug ausgemustert.
Erinnerungen an die Triebwagenbaureihe gibt es nur als Fotografien oder als Modell.

## Konstruktive Merkmale
Die Fahrzeuge waren sehr ähnlich den Triebwagen der Reihe DR 705 bis 708. Der Wagenkasten war nach der sogenannten schweren Bauart ausgeführt. Auf dem 12.200 mm langen genieteten Untergestell war der Wagenkasten aufgesetzt, der als stählernes Kastengerippe mit vernieteter Stahlblechverkleidung ausgeführt war. Der 2.980 mm breite Wagenkasten war an beiden Enden bis auf 2.252 mm eingezogen. Kennzeichnung des Wagenkastens war der eingezogene mittlere Einstiegsbereich. An den Stirnseiten befanden sich Führerstände, die vom Fahrgastabteil durch Schiebetüren getrennt waren. Der in Fahrtrichtung hintere Führerstand konnte als Gepäckraum verwendet werden. Deshalb waren die Führerstände beidseitig mit Türen versehen, bei denen die Scheiben vergittert waren. Entgegen der Reihe DR 705 bis 708 besaßen die Fahrzeuge weder überstehendes Tonnendach noch Sonnenschutzblenden. Ein weiteres Unterscheidungsmerkmal waren die auf dem Dach platzierten Lüfter für das Motorkühlwasser.
Der Motor KL 10 Z der Nationalen Automobil-Gesellschaft war mit dem Getriebe in einem separaten Motortragrahmen gelagert. Entgegen der DR 705 bis 708 war das Schaltgetriebe nicht auf der Achse aufgestützt, sondern auf dem Motortragrahmen platziert. Bei diesem Schaltgetriebe waren alle Zahnradpaare ständig im Eingriff, mittels Druckluftsteuerung über Klauen wurden die Gänge geschaltet. Dabei geht aus der Literatur nicht hervor, ob der Schaltvorgang durch Vorwählen des betreffenden Ganges oder durch Umschalten nach dem Auskuppeln ausgelöst wurde. Die Verbindung zu der Antriebsachse wurde über ein kombiniertes Achs-Wendegetriebe realisiert, das über eine Gelenkwelle von dem Schaltgetriebe angesteuert wurde.
Im Einsatz wurden als Verstärkungswagen herkömmliche Fahrzeuge verwendet.